# Sítio Histórico Estadual dos Cahokia Mounds
Cahokia é a área de uma antiga cidade indígena (c. 600 - 1400 dC) localizada na planície de baixio norte-americana, entre Saint Louis Leste e Collinsville no Sudoeste de Illinois, através do Rio Mississippi, de St. Louis, Missouri. O local com cerca de 8,9 km2 incluiu 120 montes de terra estendendo-se através de  uma área de 15,5 quilómetros quadrados, dos quais 80 montes ainda existem. Cahokia é o maior sítio arqueológico relacionado com a cultura Mississippiana, que desenvolveu sociedades avançadas na América do Norte, Central e Oriental, começando mais de cinco séculos antes da chegada dos europeus até os anos 1400. É um exemplo notável de uma estrutura sedentária pré-urbana, que permite o estudo de um tipo de organização social sobre o qual não existem informações escritas.

## História
Esta cultura surgiu no vale do Mississippi por volta de 700 d.C. Em seu auge nos anos 1100, Cahokia era o centro da cultura do Mississipi e lar de dezenas de milhares de nativos americanos que cultivavam, pescavam, comercializavam e construíam montes rituais gigantes. Nos anos 1400, Cahokia havia sido abandonada devido as mudanças climáticas na forma de inundações e secas consecutivas, elas desempenharam um papel fundamental no êxodo dos habitantes do Mississipi de Cahokia.
A região de Cahokia era uma cidade fantasma na época do contato europeu, com base no registro arqueológico. Uma nova onda de nativos americanos repovoou a região nos anos 1500 e manteve uma presença constante por volta dos anos 1700, quando migrações, guerras, doenças e mudanças ambientais levaram a uma redução na população local.

As evidências mostram um retrato das comunidades construídas em torno da agricultura de milho, caça de bisontes e possivelmente até queimadas controladas nas pastagens, o que é consistente com as práticas de uma rede de tribos conhecida como Confederação de Illinois. Evidências da reconstrução pós-Mississipianos mostram um retrato das comunidades construídas em torno da agricultura de milho, caça de bisontes e possivelmente até queimadas controladas nas pastagens, o que é consistente com as práticas de uma rede de tribos conhecida como Confederação de Illinois. Ao contrário dos Mississipianos, que estavam firmemente enraizados na metrópole de Cahokia, os membros da tribo da Confederação de Illinois vagavam mais longe, cuidando de pequenas fazendas e jardins, caçando caça e dividindo-se em grupos menores quando os recursos se tornavam escassos.